# Гогитидзе, Асие Реджебовна
Асие Реджебовна Гогитидзе (1931 год, село Аламбари, Кобулетский район, АССР Аджаристан, ССР Грузия — 2001 год, село Аламбари, Кобулетский муниципалитет, Грузия) — колхозница колхоза имени Андреева Кобулетского района, Аджарская АССР, Грузинская ССР. Герой Социалистического Труда (1949).

## Биография
Родилась в 1931 году в крестьянской семье в селе Аламбари Кобулетского района (сегодня — Кобулетский муниципалитет). Окончила местную среднюю школу. Трудовую деятельность начала в 1948 году на чайной плантации в колхозе имени Андреева Кобулетского района.
В 1948 году собрала 6722 килограмма сортового зелёного чайного листа на участке площадью 0,5 гектара. Указом Президиума Верховного Совета СССР от 29 августа 1949 года удостоена звания Героя Социалистического Труда за «получение высоких урожаев сортового зелёного чайного листа и цитрусовых плодов в 1948 году» с вручением ордена Ленина и золотой медали «Серп и Молот» (№ 4529).
Этим же Указом званием Героя Социалистического Труда были также награждены труженицы колхоза имени Андреева Хурие Османовна Васадзе, Эмине Мевлудовна Месхидзе, Назико Хусеиновна Хвичия и Фадима Ахмедовна Шарашидзе.
За выдающиеся трудовые достижения по итогам работы в 1949 году была награждена вторым Орденом Ленина.
После выхода на пенсию проживала в родном селе Аламбари. Умерла в 2001 году.
Награды
- Герой Социалистического Труда
- Орден Ленина — дважды (1949; 19.07.1950)